# Lea Salonga
María Lea Carmen Salonga y Imutan (Ángeles, 22 de febrero de 1971), más conocida por su nombre artístico de Lea Salonga, es una cantante y actriz filipina, conocida sobre todo por su representación de Kim en el musical Miss Saigon. Se inició en el campo del teatro musical, aunque ningún otro filipino ha logrado alcanzar el mismo reconocimiento a nivel internacional que Salonga; ha sido una de las primeras artistas asiáticas en ganar las varias premios internacionales. Actualmente reside en Los Ángeles, California (EE. UU.). 
En el 15 de octubre de 2010, Lea Salonga fue nombrada Embajadora de Buena Voluntad de la Organización de las Naciones Unidas para la Alimentación y la Agricultura (FAO).

## Carrera

### 1978-1988
Salonga hizo su debut profesional en 1978 a la edad de siete años en el musical El rey y yo, hecho por un repertorio de Filipinas.
Su carrera discográfica comenzó a la edad de diez años con su álbum, Pequeña Voz (Small Voice), el cual recibió una certificación de oro. La canción Felicidad (Happiness) marcó su primera grabación en colaboración con su hermano, Gerard Salonga, quien años después trabajaría como su director musical y como director creativo en sus conciertos y grabaciones. Su segundo álbum, Lea, fue lanzado en 1988.
Además de realizar grabaciones y presentaciones en obras musicales, Salonga hizo su propio programa de televisión, Love, Lea, y fue miembro del elenco de Así es el mundo del espectáculo (That's Entertainment), un programa de German Moreno.
Siendo todavía una artista joven, Lea Salonga recibió una nominación a los premios de la Academia de las Artes y de las Ciencias Cinematográficas (FAMAS por sus siglas en inglés, y el equivalente en Filipinas a una nominación al Óscar) como mejor actriz infantil.

### 1989-1992
Salonga fue seleccionada para interpretar a Kim en el musical Miss Saigon en 1989. Incapaces de encontrar una actriz/cantante asiática lo suficientemente cualificada en el Reino Unido, los productores recorrieron muchos países en busca de la protagonista del papel principal de esta importante producción británica. Para su audición, Salonga, quien tenía 17 años de edad, eligió cantar "A Solas" ("On My Own") de "Les Misérables" y después se le pidió cantar "Sol y Luna" ("Sun and Moon") para probar la compatibilidad de su voz con las canciones en el musical. Los miembros del panel quedaron impresionados con la interpretación de Salonga, y señalaron que desde la primera nota que cantó, ellos ya sabían que tenían una potencial candidata de Kim.

### 1993-1996
En 1993, después de sus representaciones de Kim en Miss Saigon, Salonga hizo el papel de niña de la calle Eponine en la producción de Broadway de Les Misérables. Al terminar, viajó a Los Ángeles para interpretar la canción "Un mundo ideal" ("A Whole New World") en la producción de Disney "Aladdín" y, posteriormente, ganaría un Óscar. Ese mismo año, lanzó un álbum homónimo, el cual sería su debut internacional con Atlantic Records, y que tuvo modestas ventas en Estados Unidos, pero vendió 3 millones de copias en todo el mundo y alcanzó el álbum de platino en Filipinas.
En 1994, Salonga participó en varias producciones musicales en Filipinas y Singapur. Interpretó a Sandy en Grease, a Sonia en They're Playing our song, y a la bruja de The Woods.
De regreso a los Estados Unidos en 1995, Salonga tomó el rol de Geri Riordan, una niña vietnamita-norteamericana de 18 años de edad en la película Redwood Curtain, la cual fue protagonizada por John Lithgow y Jeff Danields. Regresó a Filipinas para protagonizar junto con el filipino Aga Muhlach, la película aclamada por los críticos Sanan Mauli Muli, con la cual obtuvo su segunda nominación de FAMAS, pero esta vez como mejor actriz. 
Aceptó la invitación de sir Cameron Mackintosh para interpretar el rol de Éponine en la producción para conmemorar el 10° aniversario de Les Misérables en el Royal Albert Hall.
En 1996, Salonga estuvo en Les Misérables una vez más, esta vez en el papel de Fantine. Interpretó a Éponine de nuevo en la producción de Londres del musical que estuvo de gira por Hawái.
En 2009 cantó en el funeral de Corazón Aquino.

## Filmografía
- Mulan 2 (2004) (voz -canciones-) .... Mulan
- Mickey's PhilharMagic (2003) (voz) (sin acreditar)
- Aladdin in Nasira's Revenge (2001) (VG) (voz -canciones-) .... Princesa Jasmine
- Mulan (1998) (voz -canciones-) .... Mulan
- Sana maulit muli/Hopefully, Once More (1995)
- Bakit labis kitang mahal (1992)
- Aladdín (1992) (voz -canciones-) ... Princesa Jasmine
- Dear Diary (1989)
- Pik pak boom (1989)
- Tonari no Totoro/Mi vecino Totoro (USA) (1988) (voz: versión en inglés)
- Ninja Kids (1986)
- Captain Barbel/Mars Ravelo's Captain Barbel (1986)
- Like Father, Like Son (1985)
- Tropang bulilit (1981)

## Discografía

### Solista
- Small Voice (1981)
- Lea (1988)
- Bakit Labis Kitang Mahal (1992)
- Lea Salonga (1993)
- I'd Like to Teach The World to Sing (1997)
- Lea... In Love (1998)
- By Heart (1999)
- Lea Salonga: The Christmas Album (2000)
- Songs from the Screen (2001)
- Inspired (2007)
- Lea Salonga: Your Songs (2010)[1]
- Bahaghari [Rainbow]: Lea Salonga Sings Traditional Songs of the Philippines (2017)

## Distinciones
- Comandante de la Orden de Lakandula (Filipinas, 2008).
- Premio Gusi Peace (2009)
- Disney Legend (2011).